# Chromosomenaberration
Chromosomenaberrationen (von lateinisch aberrare „abweichen“), auch Chromosomenanomalien genannt, sind lichtmikroskopisch sichtbare strukturelle oder zahlenmäßige Veränderungen der Chromosomen eines Organismus oder einer Zelle.

## Definition und Unterscheidung
Bei Chromosomenaberrationen handelt es sich um größere Veränderungen des Erbguts, die bei Menschen zu schwerwiegenden Krankheitsbildern führen können und in der klinischen Zytogenetik mit der ISCN-Nomenklatur beschrieben werden (International System for Human Cytogenetic Nomenclature).
Kleinere, in zytogenetischen Präparaten lichtmikroskopisch nicht sichtbare Veränderungen wie beispielsweise Mutationen an einzelnen Genen (Genmutationen) werden dagegen nicht zu den Chromosomenaberrationen gezählt.
Chromosomenaberrationen werden in numerische und strukturelle Chromosomenaberrationen unterteilt, die in ihren eigenen Artikeln näher beschrieben sind.

### Numerische Chromosomenaberrationen
Bei numerischen Chromosomenaberrationen, die auch als Genommutation bezeichnet werden, kommt es zu einer Veränderung der Chromosomenanzahl.
- Aneuploidien entstehen durch eine sogenannte Non-Disjunction, welche zur Folge hat, dass entweder ein Chromosom geht, oder mehrfach vorhanden ist. Die Abweichung kann sowohl Geschlechtschromosomen als auch Autosomen betreffen. Bei Monosomien ist z. B. ein normalerweise paariges Chromosom nur als Einzelchromosom vorhanden, während es bei Trisomien dreifach vorhanden ist.[4]

- Die Polyploidie ist eine bestimmte Form der Euploidie, bei der mehr als zwei vollständige Chromosomensätze vorliegen, so sind es bei der Triploidie z. B. drei.[5] Polyploidie ist bei zahlreichen Kulturpflanzen ein gezielt herbeigeführter Zustand, der durch den Einsatz mutagener Substanzen oder Kreuzungen entsteht.[6]

### Strukturelle Chromosomenaberrationen

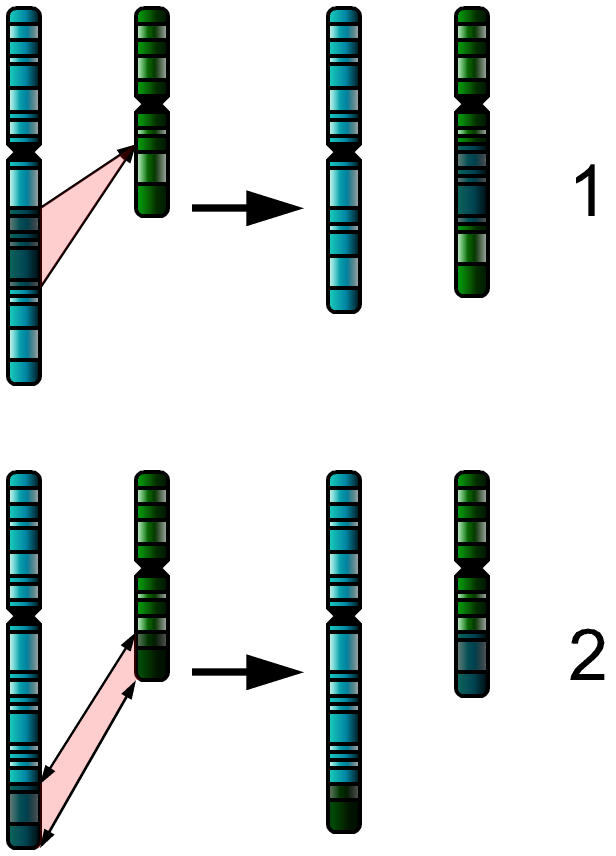
Insertion (1) und Translokation (2) sind die häufigsten Formen der Chromosomenmutation

Strukturelle Chromosomenaberrationen können durch Mutagene mit clastogenem Potential verursacht werden. Numerische Chromosomenaberrationen können durch Substanzen mit aneugenem Potential ausgelöst werden und verändern den Aufbau einzelner Chromosomen.
Folgende Chromosomenmutationen werden unterschieden:
- Insertion; ein zusätzliches Teilstück wird eingefügt
- Translokation; abgebrochene Teilstücke von Chromosomen, heften sich an ein anderes Chromosom
- Inversion; umgekehrter Einbau eines Teilstückes, nach einem Doppelbruch
- Deletion; Verlust eines Chromosomenteilstücks
- Duplikation; ein Chromosomenstück wird doppelt eingebaut
- Bildung eines Isochromosoms